# Síndrome de Yentl
El síndrome de Yentl hace referencia a la invisibilidad médica de las mujeres en los estudios de enfermedades cardiovasculares, orientados mayoritariamente al sexo masculino. Se trata de un término acuñado por la doctora Bernadine Healy, la primera directora del National Institutes of Health, en 1991.

## Origen y prevalencia
En un estudio de 1991, la doctora Healy describe cómo la investigación de las enfermedades cardiovasculares se ha centrado históricamente en la sintomatología de los infartos de los hombres, y cómo en consecuencia han fallecido muchas mujeres debido a errores de diagnóstico dado que su sintomatología es diferente. El nombre del síndrome proviene de la historia corta "Yentl" de Isaac Bashevis Singer, que fue llevada al cine en 1983, en la que Yentl, la protagonista interpretada por Barbra Streisand, debe hacerse pasar por un hombre para obtener la educación que desea y poder estudiar el Talmud. El artículo de Healy argumentaba que las mujeres enfermas debían comportarse de acuerdo a los estándares clínicos masculinos para recibir la misma atención que los hombres, de lo contrario se las infradiagnostica y ni siquiera llegan a ser ingresadas. Este sesgo provoca una disminución de la calidad y efectividad de la asistencia sanitaria, ya que no se realiza el mismo esfuerzo diagnóstico y terapéutico cuando las mujeres no presentan la sintomatología que en el imaginario médico y social se cree que deben presentar. Estudios posteriores han confirmado que este síndrome sigue prevalente, y que incluso fallecen por isquemia más mujeres que hombres al año en países desarrollados.